# Observatorium Kvistaberg

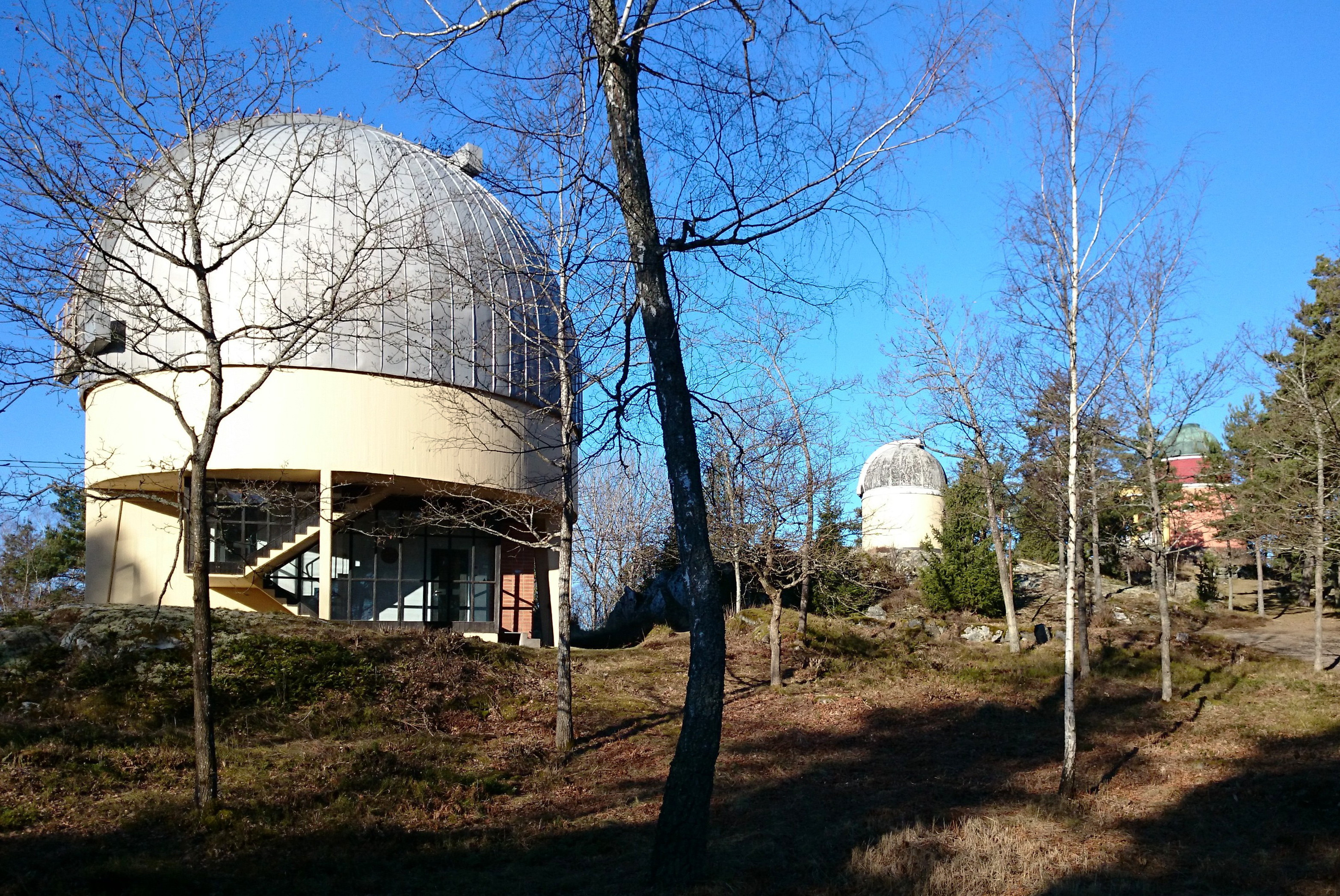
Observatorium Kvistaberg 2015

Das Observatorium Kvistaberg (schwedisch Kvistabergs observatorium) ist eine Sternwarte in der schwedischen Gemeinde Upplands-Bro. Sie gehört zur Universität Uppsala und befindet sich zwischen Uppsala und Stockholm in Ufernähe des Mälarsees.
Die Sternwarte resultierte aus einer Spende von Nils Tamm, einem Künstler, der in seiner Jugend in Uppsala Astronomie unter Nils Christofer Dunér und Östen Bergstrand studierte und ein begeisterter Amateurastronom zeit seines Lebens blieb. Im Jahr 1944 stiftete er dem Observatorium Uppsala sein Grundstück und weitere finanzielle Mittel unter der Bedingung, dass dort ein modernes und großes Teleskop aufgestellt werden sollte.
Das erste errichtete Teleskop war 1950 ein 40-cm-Refraktor. Durch den Einsatz von Åke Wallenquist und Gunnar Malmquist von der Universität Uppsala wurde das Observatorium bis 1963 mit einem großen Schmidt-Teleskop mit einer Apertur von einem Meter ausgestattet. Dieses Teleskop blieb für nahezu 50 Jahre das größte in Schweden. Neben den genannten Teleskopen gibt es in Kvistaberg noch eine kleinere Schmidt-Kamera, einen kleineren Refraktor und zwei Astrografen. Wallenquist wurde der erste Direktor (1948–1970), gefolgt von Tarmo Oja (1970–1999), Claes-Ingvar Lagerkvist (1999–2007) und Bengt Edvardsson (ab 2008).
Von 1987 bis 2003 wurden hier in Zusammenarbeit mit der University of York Messungen des Erdmagnetfelds vorgenommen. Im Laufe der Zeit konnten mit dem Schmidt-Teleskop auch mehrere Asteroiden entdeckt werden, insbesondere im Rahmen des Beobachtungsprogramms UDAS (Uppsala-DLR Asteroid Survey). Am 21. März 2001 wurde darunter auch ein erdnahes Objekt (NEO) gefunden, der Asteroid vom Amor-Typ (203217) 2001 FX9.
Um 2004 beschloss die Universität Uppsala, die Sternwarte zu schließen. Grundstück und Hauptgebäude wurden an die Gemeinde Upplands-Bro verkauft. Im Hauptgebäude wurde in Zusammenarbeit mit der Gemeinde ein Museum eingerichtet, das 2009 unter der Leitung von Bengt Edvardsson eröffnet wurde. Die astronomischen Geräte gehören weiterhin der Universität.
Der am 22. August 1979 von C.-I. Lagerkvist am La-Silla-Observatorium entdeckte Asteroid (3331) Kvistaberg wurde nach dem Observatorium benannt.